# Assassinato de Carlos Palomino
Carlos Javier Palomino Muñoz, um antifascista, foi assassinado em Madrid, Espanha, no dia 11 de novembro de 2007. Ele, de 16 anos, estava viajando para um contra-protesto contra um grupo de extrema direita. A morte ocorreu na estação Legazpi, onde foi morto às facadas.
Josué Estébanez de la Hija, o assassino, era natural do País Basco e era soldado. Ele recebeu uma sentença de prisão de 23 anos.